# Edaohe
Edaohe (kinesiska: 二道河, 二道河乡) är en socken i Kina. Den ligger i den autonoma regionen Inre Mongoliet, i den norra delen av landet, omkring 220 kilometer nordost om regionhuvudstaden Hohhot.
Genomsnittlig årsnederbörd är 409 millimeter. Den regnigaste månaden är juli, med i genomsnitt 109 mm nederbörd, och den torraste är januari, med 2 mm nederbörd.